# Claire Virenque
Pour les articles homonymes, voir Virenque (homonymie).
Claire Virenque, née Claire Azema en 25 juillet 1871 à L'Isle-Jourdain (Gers) et décédée le 10 février 1922 à Nice (Alpes-Maritime), une écrivaine et poètesse française.

## Repères biographiques
Elle a habité villa Soledad à Nice, situé près de l'ancien monastère de Saint-Barthélémy dans le quartier Saint-Sylvestre. En 1904, elle fait paraitre ses premiers poèmes. Son mari Emmanuel Virenque meurt à Nice en 1905. De leur union, est née une fille qui par mariage devient comtesse Larnage-Virenque.
Claire Virenque fonde le prix de littérature spiritualiste en 1909 : ce prix récompense les œuvres attentives à l’expression du sentiment et exemptes de toutes « sensations vulgaires ». Charles de Pomairols, poète et romancier régionaliste, sera le premier président du jury qui remettra le prix à Noël Nouët. Le prix ne fut plus attribué après 1933.
Le Prix Claire-Virenque sera créé en 1961 par l'Académie française et la fondation de Larnage , prix destiné à un jeune auteur, décerné alternativement à un recueil de poèmes, à un roman ou une biographie d'inspiration chrétienne ou très élevée.
La ville de Nice a nomme une rue, "Montée Claire Virenque", en son honneur.